# 언어 순수주의
언어 순수주의(言語純粋主義) 또는 언어 보호주의(言語保護主義)는 한 언어변이형을 다른 언어변이형들보다 순수하거나 이상적인 형태로 보고, 이를 다른 언어나 변이형들의 영향(불순하다고 여기는 것)으로부터 지키려는 생각을 말한다. 어휘의 의미변화나, 언어혼합, 외래어의 영향들을 되도록 피하고 최대한 이상적인 형태를 고수하려고 한다. 언어 순수주의는 종종 정치적인 의도와 연결되는데, 문화적·정치적으로 영향을 받는 강대한 나라의 지배적인 언어로부터 자국의 언어와 문화의 독자성을 보호하려는 경우, 자민족의 인종적 민족적·우월성을 강조하기 위해 외래의 요소를 배제하는 경우 등이 이에 해당한다.

## 동계 언어
일반적으로 공통의 조상언어에서 갈라져 나온 언어들이나, 서로 방언관계에 속하는 언어들의 경우, 그 언어나 방언을 사용하는 집단의 정치적, 문화적 권력관계에 따라 세력이 강한 쪽과 약한 쪽으로 나뉜다. 세력이 강한 언어(방언)을 사용하는 쪽은 약한 쪽의 언어(방언)을 강한 언어(방언)의 "방언"으로 간주하고, 독립적인 언어로 보지 않는다. 이때 보통 표준으로 정해진 세력이 센 쪽의 말은 사회의 모든 분야에 걸쳐 두루 쓰이면서 세련됨을 표상하는 문화적 권력까지 쥐게 되는 데 견주어, 약한 쪽의 말은 제한된 분야에만 쓰이고(보통 구어) 촌스러움, 열등함, 투박함 따위의 부정적 이미지를 띠게 되어 문화적으로 열등하다는 인식이 굳어지게 된다. 이에 맞서 약한 쪽의 언어(방언)를 사용하는 쪽은 강한 쪽과 동등한 권리를 찾기 위해 부단히 노력하게 된다. 하지만 같은 나라 안의 방언인 경우 표준어만을 배우는 정규 교과과정을 통해서 힘이 약한 방언은 약해지고, 잊혀지면서 표준어와 점점 닮아가 결국 하나의 언어만 남기도 한다.
유대인이 사용하는 이디시어와 네덜란드어는 과거 오랫동안 독일어의 "방언"으로 여겨졌다. 넓은 맥락에서 네덜란드어가 속해 있는 것인지, 그리고 독일어의 여러 방언들의 위치에 대해서 현재도 논쟁 중이다. 언어학계가 방언의 정의에 대해 누구라도 군말없이 동의할 수 있는 명확한 해석을 내놓지 못하고 있는 가운데, 많은 언어학자들은 방언의 명확한 정의와 구별에 대해 회의적이다. (A language is a dialect with an army and navy;언어란 군대를 보유한 방언을 말한다.) 이 문제는 주관적일 수밖에 없으며, 필연적으로 감정이 끼어들게 된다.

## 문자
가까운 촌수의 언어들은 종종 서로 닮거나 섞이는 경우가 있다. 이 가까운 언어의 사용자들이 서로 정치적으로 적대적일 경우, 언어 분리주의가 발생한다. 이러한 문제를 해결하기 위한 방법 가운데 하나가 다른 문자나 다른 정서법을 도입하는 것이다.
루마니아어와 몰도바어는 서로 약간의 차이밖에 나지 않는 거의 동일한 언어이다. 그러나, 소비에트 시대에 몰도바가 정치적으로 루마니아 민족주의의 영향을 받는 것을 막고 소련에 대한 귀속감을 높이기 위해 루마니아의 로마자 대신 러시아의 키릴 문자를 썼다. 소련 해체 뒤에 몰도바어는 로마자를 다시 부활시켰으나, 몰도바 안의 비루마니아계 민족들에 대한 배려때문에 여전히 공용어를 "몰도바어"로 명시하고 있다.
중세 독일어에서 갈라져 나온 이디시어의 경우, 히브리 문자를 사용함으로써 언어에 민족성을 드러냄과 동시에 독일어로부터 정체성을 분리해 내고 있다. 히브리 문자를 모르는 독일인은 별도의 학습 없이 이디시어를 읽을 수 없으나, 말하거나 읽어 주는 이디시어는 어느 정도 알아들을 수 있다.
힌디어와 우르두어는 힌두스타니어라는 공통의 조어를 두고 있다. 그러나 각각의 언어사용자들이 힌두교와 이슬람교라는 정체성 때문에 대립하고 있기 때문에 서로 얽히기를 원치 않아 각각 데바나가리 문자와 아랍 문자로 표기되며
힌디어는 산스크리트어로부터, 우르두어는 아랍어로부터 다수의 차용어를 두면서 독자적인 발전을 하고 있다.
세르비아어와 크로아티아어는 키릴 문자와 로마자로 정체성이 분리된다. 옛 유고슬라비아 시절에는 세르보크로아티아어로 불렸으나, 현재는 정치적 대립으로 말미암아 이 용어가 사용되지 않고 있다. 또한 연방해체뒤에 보스니아를 중심으로 보스니아어라는 새로운 언어정체성을 세우려는 시도가 생겨났으며, 최근에 독립한 몬테네그로도 세르비아어의 방언이 아니라 몬테네그로어로 만들기 위해 노력하고 있다. 이들은 각각의 방언적 차이를 최대한 벌려 서로 멀어지려 하고 있다.
한국어에서 한글 또한 언어 보호주의의 강력한 요소이다. 한국어에는 많은 고대 중국어의 차용 어휘인 한자어와 근대 일본어에서 받아들인 일본제 한자어 등 외래적인 요소가 존재하며 한자 혼용의 경우 이들 언어의 사용자와 지식의 공유가 어느 정도 가능하다. 그러나 이들 국가와의 감정적 대립과 자문화 정체성의 확립이라는 차원에서 한글 전용이 유지되고 있다. 또한 대대로 지식인이 한문으로 언어생활을 해왔던 베트남도 근대 들어 로마자를 채용하여 베트남어를 표기하기 시작한 뒤에 한자와 한문에 대한 인식이 급속히 바뀌어 한자를 중국문화의 잔재로 보고 있으며, 고유어에 의한 조어를 활성화시키기 위해 힘쓰고 있다.

## 관계가 먼 언어 사이
어떤 언어는 높은 사회적 지위를 가지고 있거나, 높은 사회적 지위에 있을 때부터 그 언어사용의 전통을 확립했다. 핀란드 내의 스웨덴어가 대표적이다. 20세기 이전에 스웨덴어 화자는 핀란드에서 이미 높은 사회적 위치를 점하고 있었으며, 현재도 전 인구의 5%에 지나지 않음에도 핀란드어와 함께 공용어로 사용된다. 핀란드의 모든 공무원 임용에는 스웨덴어 능력이 필요하다.

## 언어 보호주의의 형태

### 접근방법에 따른 차이

#### 고전 언어순수주의
- 그 언어가 가장 활발하게 쓰였던 특정 시대(황금기)에 어법을 고정하고 이를 고수한다.

예) 아랍어,아이슬란드어, 타밀어, 카타레부사 그리스어, 산스크리트어

#### 향토 언어순수주의
- 때 묻지 않는 시골의 방언이나, 전승 등을 이상화한다.

예) 뉘노르스크, 민중 그리스어

#### 엘리트 언어순수주의
- 법정에서 쓰이는 언어를 표준으로 한다.

#### 규범적 언어순수주의
수세기 동안 영어문법학자들은 “이중부정”이라는 개념을 부정의 부정은 긍정이라는 논리적 규범에 의해 부정하였다.
대한민국에서는 “우리말 바르게 쓰기”를 강조하는 규범언어론자의 견해 가운데 대중적으로 널리 퍼져 있는 말을 규범에 의해 잘못된 말로 보고 고쳐야 한다고 주장하는 경우가 많다.

#### 복원적 언어순수주의
사라진 고유어를 복원한다.
예)터키어

#### 유희적 언어순수주의
일부러 고전적인 흥취를 돋우거나, 재미로 하는 것
예) 앙글리시, 하이 아이슬란드어

#### 국수적(애국적) 언어순수주의
자국어에 스며든 외래어적 요소를 일종의 “적”으로 간주하고, 이를 제거 또는 말살하려는 발상. 19세기 많은 영국의 작가들은 자국어의 로망스어계의 단어들을 약하다고 보고, 강한 앵글로색슨의 기상을 불어넣어야 한다고 주장했다.
에도 시대의 국학자 모토오리 노리나가는 일본고유의 정신과 문화를 강조하면서 일본어가 외래어인 한어에 잠식되어 있는 것을 한탄했다. 메이지 초기에도 많은 일본의 국수주의자들이 “열등한 지나 문자와 낱말” 없이는 일본어가 성립할 수 없다는 사실을 부끄러워하였다. 프랑스는 현대에도 영어계 외래어를 주기적으로 자국어로 다듬어 나가고 있으며, 독일어는 낭만주의 시대 이후 로망스계 외래어에 대항한 언어순화운동이 다수 일어나 고유의 게르만계 말들이 많이 만들어졌다. 한국어도 일제강점기의 영향으로 인해 일본어에서 유래한 단어를 순화하고 있다.

## 같이 보기
- 국어 순화
- 한국어의 언어 순수주의